# Горный (Волгоградская область)
Го́рный — упразднённый посёлок входивший в состав городского округа город-герой Волгоград Волгоградской области. До 2006 года административный центр Горно-Полянского сельсовета. В 2010 году включён в состав Советского района города Волгограда.

## География
Находится в месте впадения балки Елхина в Варваровское водохранилище.

## История
На довоенных топографических картах на месте современного посёлка отмечен хутор Попов. Но в списках населённых пунктов Городищенского района до 1945 года такой населённый пункт не значился. Возможно хутор исчез после Сталинградской битвы, как и близлежавщие хутора Ягодный и Елхи.
По всей видимости современный посёлок возник в 1950-е годы, как одно из производственных отделений учебного хозяйства «Горная поляна» Городищенского района. Указом Президиума Верховного Совета РСФСР от 01 февраля 1963 года произведено укрупнение районов Волгоградской области, в результате которого территория района за рекой Червленной была включена в состав Калачевского района.
В том же году в составе района был создан Горно-Полянский сельсовет включавший в себя земли учхоза (совхоза) «Горная поляна», в состав сельсовета был включен и посёлок отделения № 1 учебного хозяйства «Горная поляна».
Решением Волгоградского облисполкома от 04 декабря 1964 года № 34/501 поселку отделения № 1 учебного хозяйства «Горная поляна» присвоено наименование посёлок Ягодный. Но название, по всей видимости, не было утверждено.
Решением Волгоградского облисполкома от 28 июля 1966 года № 16/426 Горнополянский сельсовет Калачевского района был передан в административное подчинение исполкома Советского района г. Волгограда..
Решением Волгоградского облисполкома от 10 сентября 1966 года № 20/531 поселку отделения № 1 учебного хозяйства «Горная поляна» присвоено наименование посёлок Горный В 1981 году центр Горно-Полянского сельсовет был перенесен из поселка Горная Поляна в посёлок Горный.
В 2006 году сельсовет ликвидирован, посёлок передан в подчинение администрации Советского района г. Волгограда.
В 2010 году включен в состав города в качестве отдаленного микрорайона.

## Население
Согласно результатам переписи 2002 года, в национальной структуре населения русские составляли 88 % из 1020 человек.

## Транспорт
Автодорога 18Н-8-2.